# الهمزة المتوسطة والمتطرفة
الهمزة المتوسطة هي الهمزة التي تأتي في وسط الكلمة، وتكون كتابتها بحسب حركة تشكيلها وحركة تشكيل الحرف الذي يسبقها، والهمزة المتطرفة هي التي تأتي في آخر الكلمة، ويكون حكمها بحسب حركة تشكيل الحرف الذي يسبقها.

## قوة الحركات في اللغة العربية
تُرتَّب قوة حركات التشكيل في اللغة العربية تنازليا كما يلي:
فأقوى الحركات هي الكسر، ويناسبه حرف الياء (وتسمى نبرة)، ثم الضم ويناسبه حرف الواو، ثم الفتح ويناسبه حرف الألف، ثم السكون ويناسبه رسم الهمزة مفردة، أي على السطر.

## قواعد كتابة الهمزة المتوسطة

قواعد رسم الهمزة مُوزَّعةً حسب موقعها: الهمزة المُبتدَأة بنوعيها: همزة الوصل وهمزة القطع، والهمزة المتوسطة والهمزة المُتطرِّفة مع تفصيل كلٍّ منها مُزوَّداً بالأمثلة.

تُحدَّد طريقة كتابة الهمزة المتوسطة بما يلي:
1. مقارنة حركة الهمزة المتوسطة بحركة الحرف الذي يسبقها
2. إخضاع الهمزة المتوسطة لأقوى الحركتين حسب ترتيب قوة الحركات: «الكسر > الضم > الفتح > السكون»
3. استثناء: الهمزة المتوسطة المفتوحة المسبوقة بأحد حروف العلة الساكنة فإنها تُكتب مفردة
4. مراعاة أحوال الحذف والإدغام عند تشابه حركة الهمزة المتوسطة مع حرف العلة الذي يسبقها أو يليها
5. تحويل الهمزة المفردة إلى همزة على نبرة إذا كان ما قبلها يمكن وصله بما بعدها

- فمثلا: «منشئات»
  - الخطوة الأولى: حركة الهمزة هي الفتح، وحركة الشين هي الفتح
  - الخطوة الثانية: الفتح يناسبه الألف
  - الخطوة الثالثة: الهمزة مفتوحة لكن لا يسبقها حرف علة «منشأات»
  - الخطوة الرابعة: تشابه الهمزة المتوسطة مع حرف العلة الذي يليها، ويجوز هنا إدغام الألفان بألف ممدوة «منشآت»، أو حذف ألف الهمزة المفتوحة «منشء ات»
  - الخطوة الخامسة: تحويل الهمزة المفردة إلى همزة على نبرة لأن ما قبلها (الشين) يمكن وصله بما بعدها «منشئات»

- ومثلا: «رؤوس»، يجوز فيها حذف الواو والهمزة فوقها، فنقول: «روس»، ويجوز أن تُكتب الهمزة مفردة «رءوس»، ويجوز أن تُكتب «رؤس».[2]

### كتابة الهمزة المتوسطة على ألف
تُكتب الهمزة المتوسطة على ألف إذا كانت مفتوحة أو ساكنة يسبقها حرف صحيح مفتوح أو ساكن، وتفصيل ذلك كما يلي:
- أن تكون الهمزة المتوسطة مفتوحة والحرف الذي قبلها صحيح حركته:
  - الفتح مثل: سَألَ، تَألّم
  - حركة أضعف من الفتح (سكون) مثل: مسْأَلة
- أن يكون الحرف السابق للهمزة المتوسطة مفتوحا، والهمزة المتوسطة حركتها:
  - الفتح، مثل: سَألَ، تَألّم
  - حركة أضعف من الفتح (السكون)، مثل: يَأْخذ، مَأْثم

### كتابة الهمزة المتوسطة على ياء (نبرة)
تُكتب الهمزة المتوسطة على ياء إذا كانت مكسورة أو يسبقها حرف مكسور، وتفصيل ذلك كما يلي:
- أن تكون الهمزة المتوسطة مكسورة والحرف الذي قبلها حركته:
  - الكسر مثل: ناشِئِين، لاجِئِين
  - حركة أضعف من الكسر (الضم والفتح والسكون) مثل: سُئِل، سَئِمت، أسْئِلة

- أن يكون الحرف السابق للهمزة المتوسطة مكسورا، والهمزة المتوسطة حركتها:
  - الكسر، مثل: ناشِئِين، لاجِئِين
  - حركة أضعف من الكسر (الضم والفتح والسكون)، مثل: فِئَة، سنقرِئُك، بِئْر

- أن تكون الهمزة مفردة (على سطر) وأمكن وصل الحرف الذي قبلها بالحرف الذي بعدها، مثل: بِيئة، بطِيئَة، مسيئَة (مراعاة للقاعدة الخامسة، انظر أعلاه)

### كتابة الهمزة المتوسطة على واو
- أن تكون الهمزة المتوسطة مضمومة والحرف الذي قبلها حركته:
  - الضم، مثل: شُؤُون (ويجوز فيها شئون، انظر أعلاه)
  - حركة أضعف من الضم (الفتح والسكون) مثل: يَؤُمّ، مسؤول

- أن يكون الحرف السابق للهمزة المتوسطة مضموما، والهمزة المتوسطة حركتها:
  - الضم، مثل: رُؤُوس (ويجوز فيها رءوس، انظر أعلاه)
  - حركة أضعف من الضم (الفتح والسكون)، مثل: سُؤَال، لُؤْلؤ

### كتابة الهمزة المتوسطة على السطر
- إذا كانت الهمزة المتوسطة مفتوحة:
  - وجاء قبلها ألف مد، مثل: تساءَل
  - وجاء قبلها واو مد، مثل: نبوءَة
  - وجاء بعدها ألف التنوين أو ألف التثنية، مثل: جزءا، جزءان
- إذا كانت الهمزة المتوسطة مضمومة:
  - وجاء قبلها واو ساكنة، أو مشددة مضمومة، مثل: وضوءُه
  - وجاء بعدها واو، مثل: رءوس

## الهمزة المتطرفة
تُحدَّد طريقة كتابة الهمزة المتطرفة بثلاث خطوات:
1. اعتبار السكون حركة الهمزة المتطرفة
2. مقارنة حركة الهمزة المتطرفة بحركة الحرف الذي يسبقها
3. إخضاع الهمزة المتطرفة لحركة ما قبلها

### كتابة الهمزة المتطرفة على واو
تُكتب الهمزة المتطرفة على الواو إذا سبقها حرف مضموم، مثل: لؤلُؤ، تباطُؤ

### كتابة الهمزة المتطرفة على ياء
تُكتب الهمزة المتطرفة على الياء إذا سبقها حرف مكسور، مثل: شاطِئ، كوفِئ

### كتابة الهمزة المتطرفة على السطر
تُكتب الهمزة المتطرفة على السطر إذا سبقها حرف ساكن أو حرف مد أو واو مشددة مضمومة، مثل: ملْء، سماء، هدوء، بطيء، تَبَوُّء.